# Piper semimetrale
Piper semimetrale är en pepparväxtart som beskrevs av C. Dc.. Piper semimetrale ingår i släktet Piper och familjen pepparväxter. Inga underarter finns listade i Catalogue of Life.